# Distretto di Copallín
Il distretto di Copallín è un distretto del Perù nella provincia di Bagua (regione di Amazonas) con 6.126 abitanti al censimento 2007 dei quali 1.858 urbani e 4.268 rurali.
È stato istituito il 26 dicembre 1870.